# Ngonda Muzinga
Ngonda Muzinga (Kinshasa, Zaire, 31 de diciembre de 1994) es un futbolista de República Democrática del Congo que juega en la posición de lateral derecho con el Riga FC de la Virsliga.

## Carrera

### Club
| Periodo   | Club                   |
| --------- | ---------------------- |
| 2015-2019 | AS Vita Club           |
| 2019-2021 | Dijon FCO              |
| 2019–2021 | → Dijon FCO B (cedido) |
| 2021–     | Riga FC                |

### Selección nacional
Debutó con República Democrática del Congo el 11 de agosto de 2017 en un partido ante Congo por la clasificación de CAF para la Copa Mundial de Fútbol de 2018. Participó en la Copa Africana de Naciones 2019.

## Logros
- Linafoot (1): 2018